# Спіричуел-джаз
Спіричуел-джаз (укр. духовний джаз), (англ. spiritual jazz) або астральний джаз (англ. astral jazz) — піджанр джазу, що виник у США в 1960-х роках. Жанр важко охарактеризувати музично, але він спирається на вільний, авангардний та модальний джаз і тематично зосереджується на трансцендентності та духовності. Альбом Джона Колтрейна 1965 року A Love Supreme вважається знаковим у жанрі.

## Музичний стиль
Спіричуел-джаз не дотримується строго визначеного музичного стилю, але загалом містить елементи фрі-джазу, авангардного джазу та модального джазу з впливами азіатської та африканської музики. У духовному джазі часто використовуються квартові гармонії, дорійський лад, медитативні звуки, а також музична мова блюзу та бібопу; музиканти часто грають на інструментах, які традиційно не використовуються в джазі або західній музиці — на електричних клавішних, а також використовують звукозаписну студію як інструмент.

## Історія

### Витоки
Критики зазвичай асоціюють спіричуел-джаз з 1960-ми роками, але початки жанру можна простежити в 1940-х і 1950-х роках у таких творах, як Black, Brown and Beige Дюка Еллінгтона, Zodiac Suite Мері Лу Вільямс і Jazz at the Vespers Джорджа Льюїса.
У 1960-х роках у США відбувався рух за громадянські права, що спричинив суспільні зміни та політичні рухи. Як наслідок, афроамериканці отримали більше свободи для відзначення своєї культури та релігійного самовираження. Це призвело до бажання вийти за рамки джазу, а деякі виконавці вирішили шукати трансцендентність та духовність у своїй музиці.
Альбом Джона Колтрейна 1965 року A Love Supreme зазвичай вважається зародженням спіричуел-джазу, хоча Колтрейна можна почути, як він розвиває звук у пісні «Spiritual», записаній чотирма роками раніше. Treblezine писав: «Духовний джаз починається, по суті, з Джона Колтрейна», а Pitchfork писав: «Це музичне дослідження [духовності] було уособленням тенор-саксофоніста Джона Колтрейна». A Love Supreme та інші твори Джона Колтрейна надихнули інших джазових музикантів на створення музики, що шукає трансцендентність. Наприклад, вважалося, що Фароа Сандерс і Дон Черрі черпали натхнення з духовних творів Колтрейна.
Після смерті Джона Колтрейна в 1967 році його дружина Еліс Колтрейн і Сандерс, які раніше грали з Колтрейном, були одними з перших, хто продовжив звучання жанру. Альбом Колтрейн 1971 року Journey in Satchidananda поєднав спіричіел-джаз з впливами індуїстської класичної музики, після її подорожі в духовність за допомогою Свамі Сатчідананди. Для досягнення свого звучання Journey in Satchidananda використовував раґи, арфи, ситари та уди. Фароа Сандерс надихався арабською, індійською та афро-кубинською музикою для створення ранніх духовних джазових альбомів, включаючи релізи Tauhid (1967) і Karma (1969).

### Продовження

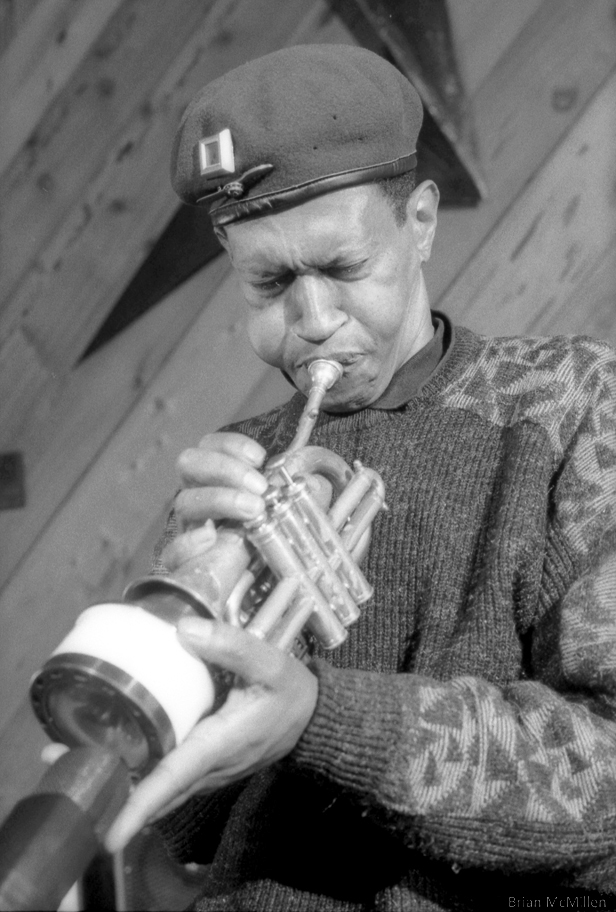
Дон Черрі у 1989

Багато виконавців, окрім Еліс Колтрейн та Фароа Сандерса, надихалися творами Джона Колтрейна в стилі спіричуелс-джаз. Серед відомих виконавців цієї епохи духовного джазу були Лонні Лістон Сміт, Альберт Айлер, Сан Ра та Дон Черрі. Саксофоніст Альберт Айлер був учнем Джона Колтрейна, відомий своїм «надприродним, вісцеральним та вражаюче новим» поглядом на джазову традицію та використанням спіричуелсів, як це можна побачити в альбомі 1969 року Music Is the Healing Force of the Universe. Клавішник Лонні Лістон Сміт, натхненний роботою з Фароа Сандерсом, випустив свій дебютний альбом Astral Traveling у 1973 році. За словами Браяна Циммермана, «хоча [Astral Traveling] і використовує цей духовний елемент, в ньому відчувається „макова“ жилка.»
На спіричуел-джаз лідера гурту Sun Ra вплинула єгиптологія, а він надихнув афрофутуризм. Згідно з Jazziz, Space Is the Place (1973) є одним з «найвідоміших альбомів Ра». Саксофоніст Азар Лоуренс, якого радіостанція KCRW називає «прихильником Колтрейна», випустив альбом Bridge into the New Age у 1974 році. Альбом мав вплив на молодих джазових музикантів у Лондоні навіть у 2020-х роках.

### Сучасність
Спіричуел-джаз був в основному присутній протягом 1960-х і 1970-х років, хоча в даний час цей жанр все ще створюється в меншій мірі. Приклади альбомів духовного джазу 2010-х і 2020-х років включають The Epic Камасі Вашингтона (2015), Wisdom of Elders Shabaka & The Ancestors (2016), There is a Place Maisha (2019), Reverence Мюріел Гроссманн (2019), і Cosmic Transitions Isaiah Collier & The Chosen Few (2021). Згідно з Treblezine, «Камасі Вашингтон повернув спіричуел-джаз до масової свідомості у 2015 році з виходом альбому [The Epic]». KCRW писали: «Вашингтон приваблює багато молодих ентузіастів на джазову сцену».